# Pałac w Pustkowie Żurawskim
Pałac w Pustkowie Żurawskim – pałac wybudowany w  XIX w., w miejscowości Pustków Żurawski.

## Historia
Zabytek wybudowany przez przedsiębiorcę Carla Christiana Naehricha, właściciela cukrowni,  jest częścią zespołu pałacowego, w skład którego wchodzi jeszcze park. W obiekcie pokrytym mansardowym dachem na parterze znajduje się okazała sala kominkowa. Wewnątrz pałacu mnóstwo zdobień, malowanych i płaskorzeźb na sufitach i ścianach, sztukaterie, doskonała jakość drewna w boazeriach oraz witraże.  Obiekt posiada wieżę zegarową, czteroboczną przechodzącą w sześcioboczną. Wieża zwieńczona jest hełmem.